# Райгольдсвиль
Райгольдсвиль (нем. Reigoldswil) — коммуна в Швейцарии, в кантоне Базель-Ланд. 
Входит в состав округа Вальденбург. Население составляет 1504 человека (на 31 декабря 2007 года). Официальный код  —  2893.